# Verbena villifolia
Verbena villifolia — вид трав'янистих рослин родини Вербенові (Verbenaceae), ендемік Перу.

## Поширення
Ендемік Перу.